# Meliosma pardonii
Meliosma pardonii är en tvåhjärtbladig växtart som beskrevs av Carl Karl Wilhelm Leopold Krug och Urban. Meliosma pardonii ingår i släktet Meliosma och familjen Sabiaceae. Inga underarter finns listade.